# Bas-Lieu
Bas-Lieu är en kommun i departementet Nord i regionen Hauts-de-France i norra Frankrike. Kommunen ligger i kantonen Avesnes-sur-Helpe-Nord som tillhör arrondissementet Avesnes-sur-Helpe. År 2022 hade Bas-Lieu 344 invånare.

## Befolkningsutveckling
Antalet invånare i kommunen Bas-Lieu
| Referens: INSEE |